# Končar – Profesionalne kuhinje
Končar – Profesionalne kuhinje d.o.o. industrijska je tvrtka koja posluje u okviru Grupe Končar. Tvrtka je osnovana 1946. godine, a specijalizirana je za projektiranje, proizvodnju, montažu i servisiranje profesionalne ugostiteljske opreme.

## Proizvodi
U ponudi tvrtke Končar - Profesionalne kuhinje širok je asortiman proizvoda za kompletno opremanje objekata po sustavu ključ u ruke.
Proizvodi uključuju: termičku opremu, neutralnu opremu, rashladnu opremu raznih dimenzija i namjena, profesionalne strojeve za pranje posuđa, univerzalne kuhinjske strojeve, posebnu ugostiteljsku opremu za bolničke kuhinje, brodsku opremu posebnih zahtjeva, specijalnu ugostiteljsku opremu po narudžbi te opremu za Free-Flow sustav.
Proizvodne linije tvrtke smještene su u industrijskom postrojenju organiziranom pod ISO 9001:2008 sustavom upravljanja kvalitetom, a svi proizvodi izrađuju se u skladu s odgovarajućim smjernicama i normama Republike Hrvatske i Europske unije.

## Vanjske poveznice
- Končar – Profesionalne kuhinje d.o.o.